# Alcubilla de las Peñas
Alcubilla de las Peñas település Spanyolországban, Soria tartományban. Alcubilla de las Peñas Baraona, Adradas, Taroda, Almaluez, Medinaceli és Yelo községekkel határos. Lakosainak száma 59 fő (2024).

## Népesség
A település népessége az elmúlt években az alábbi módon változott:
| Lakosok száma | 102  | 82   | 66   | 75   | 72   | 63   | 62   | 57   | 54   | 59   |
|               | 2001 | 2004 | 2007 | 2009 | 2012 | 2014 | 2017 | 2019 | 2022 | 2024 |